# Jochen Both (Leichtathlet)
Jochen Both (* 18. April 1941 in Güstrow, Mecklenburg-Vorpommern) ist ein deutscher Leichtathlet, der – für die DDR startend – bei den Europameisterschaften 1966 die Bronzemedaille mit der 4-mal-400-Meter-Staffel gewann (3:05,7 min, zusammen mit Wilfried Weiland, Günter Klann und Michael Zerbes).
Jochen Both startete für den SC Potsdam. Seine beste Platzierung bei DDR-Meisterschaften war der zweite Platz über 400 Meter 1965. Seine Bestzeit von 46,6 s lief er 1968. In seiner aktiven Zeit war er 1,91 m groß und 70 kg schwer.